# Bogusław Samborski
Bogusław Samborski, ps. Gottlieb Sambor (ur. 14 kwietnia 1897 w Pińczowie, zm. 1971 w Argentynie) – polski aktor scen warszawskich.

## Życiorys
Był synem Piotra Franciszka i Marii Cecyli z Wierzbowskich h. Jastrzębiec. Ukończył Gimnazjum im. Ziemi Mazowieckiej w Warszawie. Od 1913 roku został przez Arnolda Szyfmana zaangażowany do Teatru Polskiego w Warszawie. W latach 1914–1915 kształcił się w szkole dramatycznej przy Warszawskim Towarzystwie Muzycznym. Występował w kabarecie Bi-Ba-Bo (1916). W latach 1918–1919 grał w teatrach miejskich w Krakowie i Łodzi. Wziął udział w wojnie polsko-bolszewickiej jako żołnierz Armii Ochotniczej. W okresie międzywojennym był nadal aktorem Teatru Polskiego w Warszawie. Występował również gościnnie w warszawskich teatrach Rozmaitości i Małym oraz na scenach teatrów Lwowa, Krakowa, Poznania i Lublina. Po wybuchu II wojny światowej początkowo prowadził kawiarnię przy Teatrze Polskim, zlikwidowaną po przejęciu budynku na okupacyjny „Theater der Stadt Warschau” (od 1940 r.). Dyrektor tej placówki, kolaborant Igo Sym przekonał Samborskiego do zagrania roli w antypolskim filmie Heimkehr. Prawdopodobnie Samborski zdecydował się na taką współpracę, żeby ochronić swoją żonę Stellę, która z pochodzenia była Żydówką. Po wykonaniu wyroku śmierci na Syma przez żołnierzy Związku Walki Zbrojnej Samborski wyjechał do Niemiec, gdzie pozostał także po wojnie. Kontynuował karierę aktorską pod pseudonimem Gottlieb Sambor; wystąpił w dwóch filmach Shiva und die Galgenblume (1945, ostatni film wyprodukowany przez przemysł filmowy III Rzeszy) i Am Ende der Welt (1947). Po wojnie, w 1946 został uchwałą Zarządu Głównego Związku Zawodowego Artystów Scen Polskich dożywotnio relegowany z grona aktorstwa polskiego. W 1948 roku, po zaocznym wyroku polskiego sądu skazującym go na dożywocie za współpracę z okupantem, wyjechał do Argentyny.

## Ordery i odznaczenia
- Złoty Krzyż Zasługi (11 listopada 1936)[4]

## Filmografia
- 1925: Iwonka jako fornal
- 1928: Przedwiośnie jako Barwicki

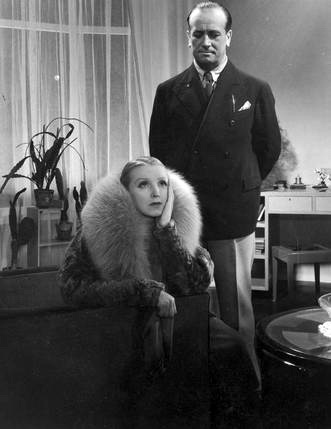
H. Ordonówna i B. Samborski w scenie filmu Szpieg w masce (1933)

- 1929: Grzeszna miłość jako Rauszke
- 1929: Policmajster Tagiejew jako Tagiejew
- 1929: Szlakiem hańby jako Karol Wolak vel Andrzej Marczak
- 1930: Na Sybir jako pułkownik żandarmerii Sierow
- 1930: Niebezpieczny romans jako Hieronim Śpiewankiewicz, kasjer w banku
- 1930: Uroda życia jako generał Polenow
- 1931: Dziesięciu z Pawiaka jako generał żandarmerii
- 1931: Niebezpieczny raj jako Heyst
- 1933: Dzieje grzechu jako Pochroń
- 1933: Pod Twoją obronę jako chirurg
- 1933: Prokurator Alicja Horn jako profesor Brunicki
- 1933: Szpieg w masce jako kierownik agentury Pedro
- 1934: Młody las jako dyrektor Starogrenadzki
- 1936: Pan Twardowski jako narzeczony Nety
- 1936: Róża jako Benedykt Czarowic
- 1938: Gehenna jako stryj Kościesza
- 1938: Granica jako plenipotent Czechliński
- 1938: Kobiety nad przepaścią jako właściciel knajpy Muller
- 1938: Kościuszko pod Racławicami jako brygadier Antoni Madaliński
- 1939: Kłamstwo Krystyny jako Klimkiewicz, właściciel „Autokoncernu”
- 1939: O czym się nie mówi… jako Kornblum, dyrektor kabaretu „Orfeum”
- 1939: Nad Niemnem jako Anzelm Bohatyrowicz
- 1939/1941: Żona i nie żona jako Stanisław Geist
- 1941: Heimkehr jako burmistrz
- 1945: Shiva und die Galgenblume
- 1947: Am Ende der Welt